# Sylvia Beach
Sylvia Beach, nata Nancy Woodbridge Beach (Baltimora, 14 marzo 1887 – Parigi, 5 ottobre 1962), è stata un'editrice e libraia statunitense naturalizzata francese.
Trascorse quasi tutta la vita a Parigi, dove ha rappresentato una delle figure di spicco nella comunità degli "espatriati" nord americani tra la Prima e la seconda guerra mondiale.
La sua notorietà è dovuta alla libreria Shakespeare and Company da lei fondata a Parigi, dove nel 1922 ha pubblicato il controverso romanzo Ulisse di James Joyce e incoraggiato la pubblicazione del primo libro di Ernest Hemingway, Three Stories and Ten Poems, mettendone in vendita le copie (1923).

## Biografia

### Origini e giovinezza
Sylvia Beach nacque nella canonica del padre a Baltimora, Maryland, Stati Uniti, il 14 marzo 1887, seconda delle tre figlie di Sylvester Beach ed Eleanor Thomazine Orbison, una maggiore di lei, Holly, e una minore, Cyprian.. Il suo nome, Nancy, era quello della nonna Orbison, ma successivamente lei decise di cambiarlo in Sylvia. I suoi nonni materni erano missionari in India e suo padre, un pastore presbiteriano, discendeva da diverse generazioni di ecclesiastici. Durante la gioventù delle figlie la famiglia visse a Baltimora e successivamente a Bridgeton (New Jersey), ma nel 1901 si trasferì in Francia in seguito alla nomina del padre a vice pastore della American Church di Parigi e a direttore del Centro studentesco americano.
Sylvia Beach trascorse quindi gli anni 1902 – 1905 a Parigi e tornò in New Jersey nel 1906, quando suo padre divenne pastore della Prima Chiesa Presbiteriana di Princeton. In seguito tornò diverse volte in Europa, vivendo due anni in Spagna e lavorando per la Commissione Balcanica della Croce Rossa. Nel corso degli anni finali della Grande Guerra fu attratta di nuovo a Parigi per studiare letteratura francese contemporanea.

### La libreria Shakespeare and Company
Mentre effettuava alcune ricerche presso la Biblioteca nazionale di Francia, Sylvia Beach trovò su una rivista letteraria francese il nome di una libreria con biblioteca circolante, La Maison des Amis des Livres, al 7 di Rue de l'Odéon, nel VI arrondissement di Parigi. Recatavisi, vi fu accolta con calore dalla proprietaria, una sorprendente giovane bionda e grassoccia, Adrienne Monnier, vestita di un abito che sembrava una via di mezzo tra il vestito di una contadina e la tonaca di una suora: "con gonna lunga fino a terra… e una sorta di gilet aderente in velluto sopra una blusa bianca di seta: grigio e bianco, gli stessi colori della sua libreria". Sebbene la stessa Beach indossasse un mantello spagnolo con cappello intonato, Adrienne Monnier capì immediatamente che si trattava di un'americana, quindi dichiarò: "Amo moltissimo l'America". Al che la Beach rispose che a lei piaceva moltissimo la Francia. Le due divennero amanti e vissero insieme per 36 anni fino al suicidio di Adrienne Monnier, avvenuto nel 1955.
Sylvia Beach si iscrisse immediatamente alla biblioteca circolante di Adrienne Monnier, e, se si trovava a Parigi, frequentò regolarmente le letture che vi tenevano famosi scrittori. Ispirata dalla vita letteraria della Rive gauche e dall'impegno di Adrienne Monnier nel promuovere la scrittura innovativa, auspicò per qualche tempo di avviare a New York una filiale della libreria parigina, che offrisse la letteratura contemporanea francese ai lettori americani, ma si trattava di un'impresa che le sue limitate sostanze non consentivano. Comunque a Parigi gli affitti erano meno cari e il tasso di cambio franco-dollaro era favorevole, per cui, con l'aiuto di Adrienne Monnier, aprì una bottega di libri in lingua inglese, anch'essa con annessa biblioteca circolante, cui diede il nome di Shakespeare and Company. 
È da ricordare che quattro anni prima Adrienne Monnier era stata tra le prime donne in Francia a fondare una sua libreria. Quella dii Sylvia Beach si trovava al n. 8 di rue Dupuytren, VI arrondissement di Parigi.

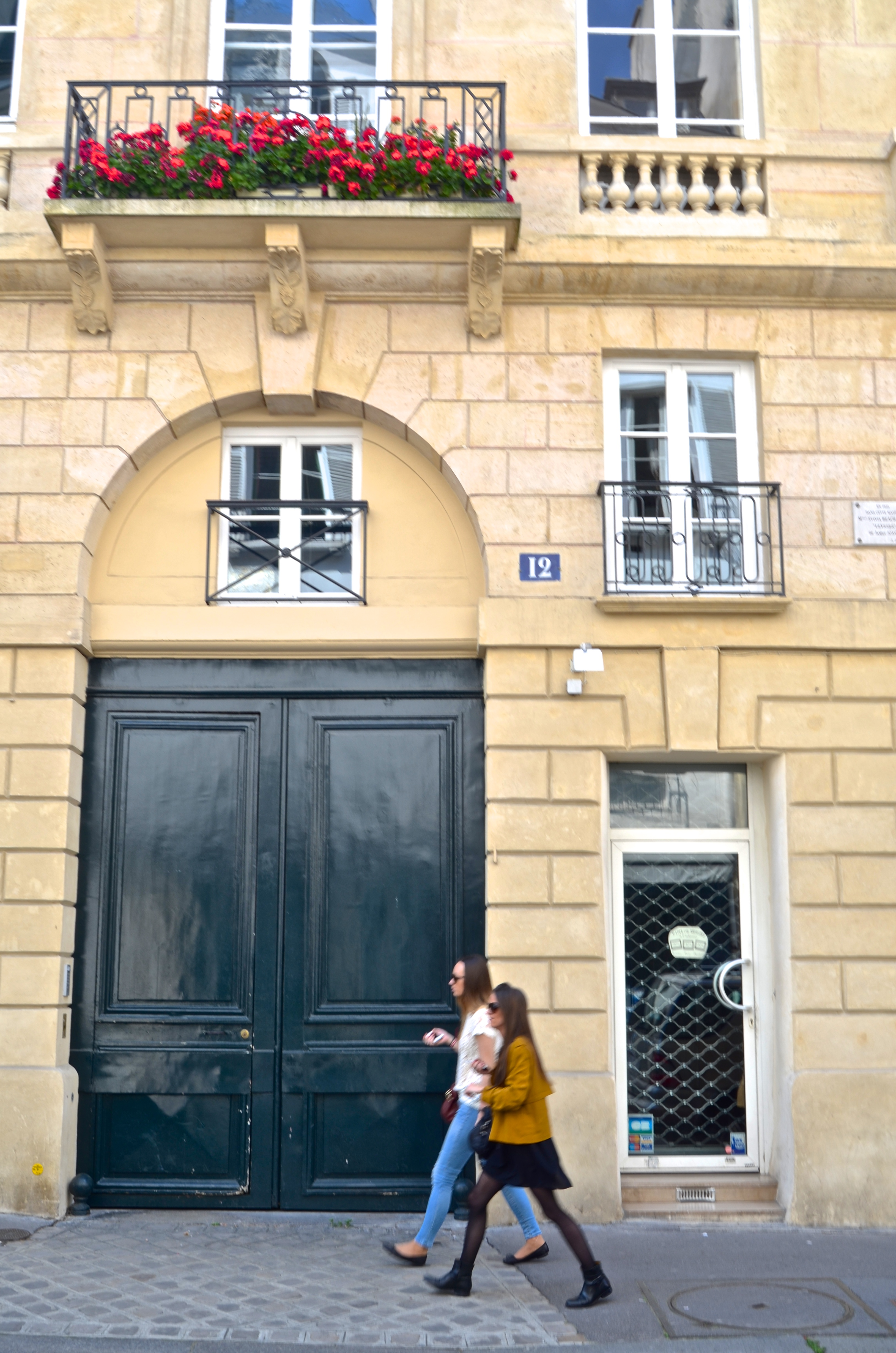
12 Rue Odéon, Paris VI, sede della Shakespeare & Co. originale, con targa commemorativa sulla destra

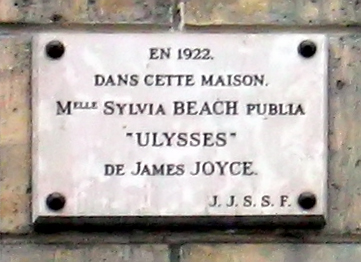
Targa commemorativa al 12 di Rue Odéon, Parigi VI dove si legge: "Nel 1922 in questa casa Sylvia Beach pubblicò l' Ulisse di James Joyce".

La Shakespeare and Company attrasse rapidamente lettori francesi e americani, e tra di essi diversi aspiranti scrittori, a cui Sylvia Beach, insieme ai libri, offriva ospitaltà e incoraggiamento. Fu così che domenica 11 luglio 1920, a una festicciola di benvenuto per James Joyce offerta dal poeta francese André Spire, la Beach conobbe lo scrittore irlandese, che poco dopo si iscrisse alla sua biblioteca circolante . Lo scrittore stava cercando senza successo di pubblicare il suo capolavoro, il romanzo Ulisse, e la Beach, vedendo la sua frustrazione, si offrì di pubblicarlo lei stessa, cosa che effettivamente fece nel 1922.
Il franco stava diminuendo rapidamente di valore, quindi il tasso di scambio favorevole attraeva un numero sempre crescente di americani, per cui la libreria prosperò, trovandosi presto ad aver bisogno di maggiore spazio. Di conseguenza nel maggio del 1921 la Shakespeare and Company si trasferì al 12 di rue de l'Odéon, proprio di fronte alla Maison des Amis des Livres di Adrienne Monnier. La libreria di Sylvia Beach vide poi il proprio prestigio fortemente accresciuto dalla pubblicazione del capolavoro di Joyce Più tardi Sylvia Beach si trovò tuttavia in difficoltà finanziarie in seguito alla decisione di Joyce di passare a un altro editore, e le difficoltà proseguirono per tutta la Grande depressione degli anni Trenta del Novecento, pur trovando la libreria, il sostegno di amici facoltosi.
Nel 1936 Sylvia Beach arrivò addirittura a pensare di chiudere, quando André Gide creò un club di sostenitori, detti Amici della Shakespeare and Company, formato da scrittori che versavano 200 franchi all'anno per partecipare alle letture tenute nella libreria. Il loro numero era limitato a 200, ovvero il massimo di persone che la libreria poteva accogliere, ma il prestigio degli autori francesi e americani che ne facevano parte richiamò notevole attenzione. Secondo la stessa Beach: "tramite questi scrittori famosi e le conseguenti attenzioni della stampa godemmo di tale gloria che gli affari presero ad andare molto bene". L'incontro con lei e l'atmosfera della bottega sono raccontati da Violette Leduc nella sua autobiografia La Bâtarde.
La libreria rimase aperta anche dopo la presa di Parigi da parte dei nazisti (14 giugno 1940), ma alla fine del 1941 Sylvia Beach fu costretta a chiudere, rimanendo internata per sei mesi a Vittel, finché il collezionista d'arte americano Tudor Wilkinson non riuscì a farla rilasciare nel febbraio del 1942. Nel frattempo lei era riuscita a tenere nascosti al sicuro i suoi libri in un appartamento vuoto sopra la libreria, al 12 di rue de l'Odeon. Nel 1944 fu Ernest Hemingway in persona a "liberare" la bottega, che però non riaprì più al pubblico.

### Ultimi anni

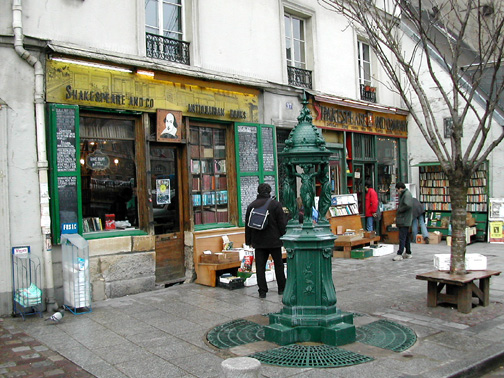
La Shakespeare and Company in rue de la Bûcherie, Parigi, nel 2004

Nel 1956 Sylvia Beach scrisse Shakespeare and Company, un memoir degli anni fra le due guerre che racconta nei dettagli la vita culturale di Parigi a quell'epoca, con osservazioni di prima mano di James Joyce, D. H. Lawrence, Ernest Hemingway, Ezra Pound, T. S. Eliot, Valery Larbaud, Thornton Wilder, André Gide, Leon-Paul Fargue, George Antheil, Robert McAlmon, Gertrude Stein, Stephen Benet, Aleister Crowley, Harry Crosby, Caresse Crosby, John Quinn, Berenice Abbott, Man Ray e molti altri.
Dopo il suicidio di Adrienne Monnier nel 1955, Sylvia Beach ebbe una relazione con Camilla Steinbrugge . Sebbene negli ultimi anni di vita i suoi redditi fossero modesti, fu ampiamente onorata per aver pubblicato il capolavoro di Joyce e per il sostegno dato a tanti aspiranti scrittori. Rimase a Parigi fino alla morte, avvenuta nel 1962, e fu sepolta nel Cimitero di Princeton nel New Jersey. I suoi documenti sono archiviati presso la Princeton University.
Nel 1951 l'americano George Whitman ha aperto una nuova libreria a un indirizzo diverso di Parigi (in rue de la Bûcherie), denominata in origine Le Mistral ma successivamente, nel 1964, ridenominata "Shakespeare and Company" in onore di Sylvia Beach. Dopo la sua morte, avvenuta nel 2011, la libreria è diretta da sua figlia, Sylvia "Beach" Whitman.

### Ulteriori letture
- Jeffrey Meyers, Hemingway: A Biography, Londra, Macmillan, 1985, ISBN 0-333-42126-4.
- Keri Walsh, The Letters of Sylvia Beach, New York City, Columbia University Press, 2010, ISBN 978-0-231-14536-7.